# Wenche Andersen

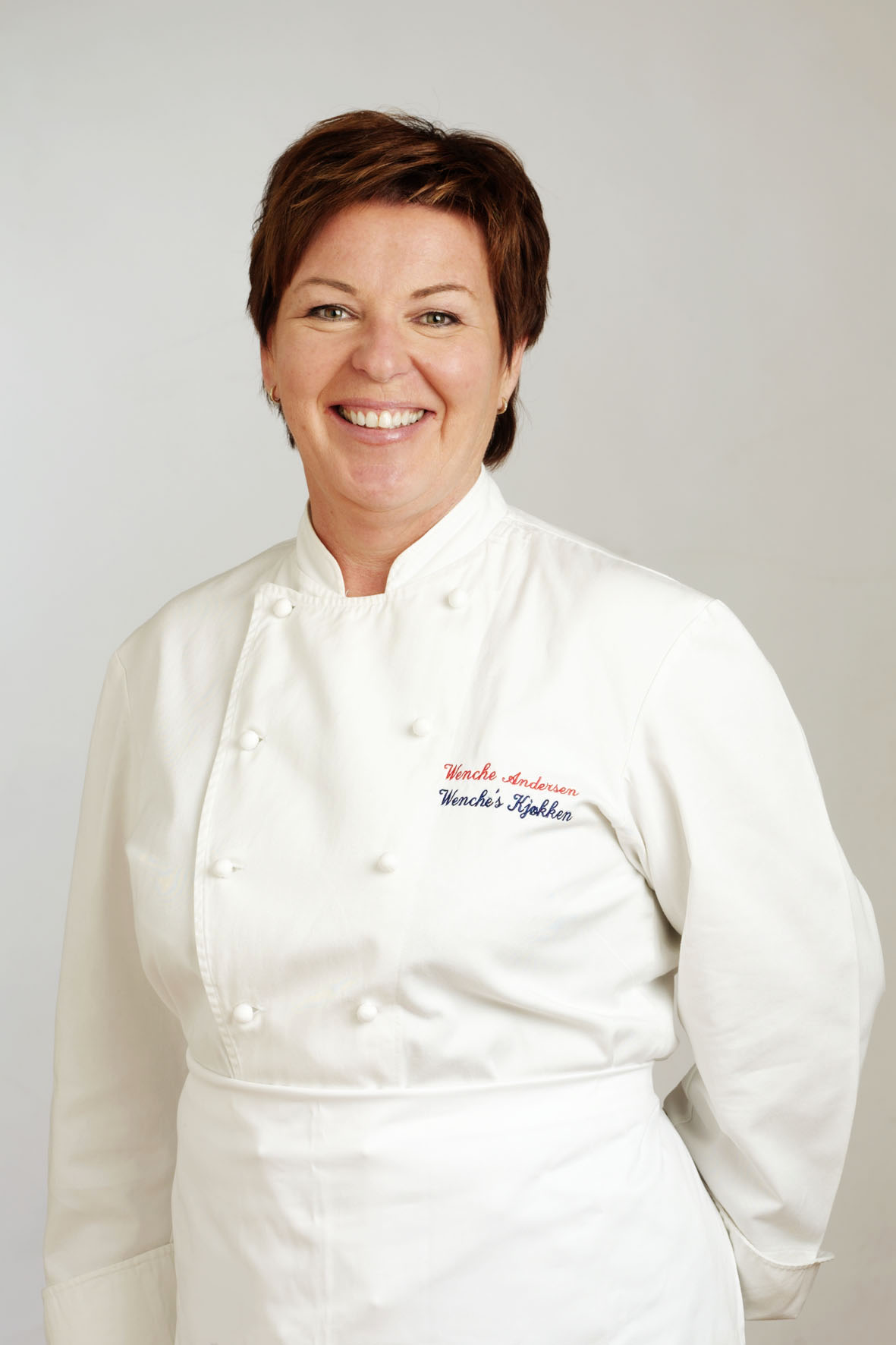
Wenche Andersen

Wenche Andersen (* 10. Juni 1954) ist eine norwegische Köchin, Fernsehköchin und Kochbuchautorin.

## Leben
Andersen besuchte eine weiterführenden Schule in Kolsås in der Kommune Bærum. Dort fasste sie den Beschluss, eine Karriere in der Gastronomie zu beginnen. Sie machte eine Ausbildung zur Köchin und war im Anschluss beim Informationsbüro der norwegischen Fleischindustrie, dem Opplysningskontoret for kjøtt, tätig. Zudem schrieb sie als Journalistin im Bereich des Kochens für verschiedenen Publikationen Artikel. Im Jahr 1994 begann sie als Köchin in der damals neuen Fernsehsendung God Morgen Norge (deutsch: Guten Morgen, Norwegen) des Fernsehsenders TV 2 zu arbeiten. Nachdem sie eine Pfanne auf dem Herd vergessen hatte, musste 2014 das Gebäude, in dem die Sendung aufgezeichnet wird, geräumt werden. Im Jahr 2019 feierte sie ihr 25-jähriges Jubiläum bei der Frühstücksfernsehsendung.
Im Mai 2017 wurde ihr von Ministerpräsidentin Erna Solberg der Ehrenpreis beim Fernsehpreis Gullruten überreicht.

## Auszeichnungen
- 2017: Gullruten (Ehrenpreis)

## Werke (Auswahl)
- 1997: Hva skal vi ha til middag?
- 1999: Wenches raske retter
- 2002: Matgaver
- 2003: Wenches ukemenyer
- 2003: Cappelens nye kokebok
- 2007: Vi inviterer!
- 2008: Wenches beste fra God morgen Norge